# La stagione dei matrimoni
La stagione dei matrimoni (Wedding Season) è un film del 2022 diretto da Tom Dey.

## Trama
Per accontentare i genitori che vogliono che i rispettivi figli si trovino un coniuge, Asha e Ravi cominciano a frequentarsi durante un'estate dei matrimoni scoprendo poi di essersi innamorati l'uno dell'altra.

## Distribuzione
Il film è stato distribuito sulla piattaforma Netflix a partire dal 4 agosto 2022.